# Blood of Angels
Blood of Angels – szósty album studyjny duetu muzycznego Nox Arcana powstały przy współpracy z Michelle Belanger. Wydany 13 października 2006 roku przez wytwórnię Monolith Graphics. Album został nagrany w przeciągu zaledwie pięciu dni, podczas gdy zespół jednocześnie pracował nad swoim siódmym albumem Blood of the Dragon, który został wydany następnym miesiącu.

## Muzyka
W przeciwieństwie do innych wydawnictw Nox Arcana, które są przede wszystkim instrumentalne z niewielką ilością narracji, te utwory zawierają zarówno liryczne i muzyczne treści na każdej ścieżce. William Piotrowski i Joseph Vargo są autorami i wykonawcami muzyki zawartej na albumie. Michelle Belanger napisała i wykonała elementy narracji, które opierają się na starożytnych mitach Enochiańskich opowiadających o mitycznych Aniołach Grigori, które "porzuciły niebo dla posmaku śmiertelnej miłości". Zgodnie z enochiańską legendą, Grigori (zwani też "obserwatorami") to istoty niebiańskie, które zostały strącone na ziemię za jednoczenie ze śmiertelnikami i dzielenie się z nimi swoimi tajemnicami. Motywem tego albumu był temat panelu dyskusyjnego "Blood of Angels" na Dragon*Con w 2009 roku.
Utwór tytułowy zawiera śpiewnie recytowane imiona anielskie i demoniczne z chrześcijaństwa, jak również imiona z judaizmu i Księgi Henocha: Azazel, Sariel, Koshbiel, Shamsiel, Ananel, Sethiel, Raziel i Zaquiel.

## Lista utworów
| Nr | Tytuł                | Czas |
| -- | -------------------- | ---- |
| 1. | "Ligeia's Lament"    | 3:32 |
| 2. | "Children of Heaven" | 5:26 |
| 3. | "Bitter Ashes"       | 3:48 |
| 4. | "Ella Sheena"        | 4:46 |
| 5. | "Angels Are Weeping" | 6:07 |
| 6. | "Widow's Walk"       | 3:09 |
| 7. | "Forlorn"            | 4:08 |
| 8. | "Blood of Angels"    | 3:48 |
| 9. | "Children of Heaven" | 5:42 |